# Vetiver (banda)
Vetiver es una banda de folk americana al mando de compositor Andy Cabic.

## Historia
Vetiver se formó en San Francisco en 2002.  La banda liberó su self-álbum de debut titulado en 2004 en el pequeño indie folk etiqueta DiCristina. Desde la presentación del álbum, Vetiver ha estado en tour extensamente, colaborando con Devendra Banhart y Joanna Newsom. Vetiver sacó otro álbum, To Fin Me Gone, en DiCristina en 2006.
Banhart y Cabic también lanzó su propia marca, Gnomonsong Registros, liberando el espacio de Jana Hunter Blank Unstaring Heirs of Doom en 2005 y There´s No Home en 2007. La etiqueta también liberada en 2008 Vetiver  Thing of the Past, una colección de canciones de cubierta que ha influido Cabic estético. Sub Registros de pop (EE. UU.) y Bella Unión (Reino Unido) liberó Vetiver  Tight Knit (2009) The Errant Charm (2011), y Complete Strangers (2015).
La banda compartió la factura con Vashti Bunyan en su visita de EE.UU. en temprano 2007. Sobre los años, ha estado de tour con bandas como Fleet Foxes, El Shins, Fruit Bats y Wilco.
La música de Cabic también ha sido presentada en anuncios de televisión, incluyendo una canción original para Bird Eye. Sus trabajos como compositor, incluyen el documental The Family Jams y la película Smashed, el cual se presentó en el Festival de Cine de Sundance en 2012.

## Discografía

### Álbumes
- Vetiver (DiCristina, 2004)
- To Find Me Gone (DiCristina, FatCat, 2006)
- Thing of the Past (Gnomonsong / FatCat, 2008)
- Tight Knit (Sub Pop / Bella Union, 2009)
- El Errant Charm (Sub Pop/ Bella Union, 2011)
- Complete Strangers (Easy Sound, 2015)
- Up on High (Mama Bird / Loose Music, 2019)[17]

### EPs
- "Between" (DiCristina, 2005)
- " Yoy May Be Blue" (Gnomonsong, 2008)
- "More of the Past" (Gnomonsong, 2008)

### Otras contribuciones
- Acústico 07 (#V2 Registros, 2007) - "Been So Long"
- The Believer (2004) - "Be Kind to Me"
- The Golden apples Of The Sun (Bastet, 2004) – "Angel's Share"
- Johnny Boy Would Love This...A Tribute to Jonh Martyn.(Hole in the Rain Music, 2011) @– "Go Easy"